# 원 방콕 O4H4
원 방콕 O4H4는 태국 방콕에 공사중인 마천루이다.